# Gaál István (geológus)
Gaál István (Ősagárd, 1877. november 10. – Budapest, 1956. április 25.) magyar geológus, paleontológus, a föld- és ásványtani tudományok kandidátusa (1953).

## Életrajza
Gaál István 1877. november 10-én született Ősagárdon. Egyetemi tanulmányait Kolozsváron kezdte el és 1905-ben fejezte be Budapesten természetrajz-földrajz szakon. 1911-ben  bekapcsolódott az Erdélyi-medence területén folyó földgázkutatásba. Az itt végzett paleontológiai kutatásai és azok eredményei alapján a Kolozsvári Tudományegyetem magántanára lett. Először a dévai főreáliskola tanára volt, közben geológiai, paleontológiai kutatásokat végzett. „A Hunyad vármegyei Rákosd szármata korú csigafaunája” (megjelent Budapesten, 1916-ban) az első olyan magyar nyelvű szakmunka, amely részletesen leírta egy földtani korszak csigaállatvilágát.
1912-től Budapesten tanított, 1919-től 1924-ig a szegedi egyetem helyettes tanára volt. Az első világháborúból a hosszú frontszolgálat után leromlott egészségi állapotban került haza, így látott neki 1919 és 1923 között először Budapesten, majd Szegeden a Ferenc József Tudományegyetem Ásvány-földtani Intézetének szervezéséhez illetve vezetéséhez. Betegsége miatt 1923-ban Budapestre költözött, és a Nemzeti Múzeum őslénytárában vállalt munkát. Itt dolgozott 1934-es nyugdíjazásáig mint múzeumi igazgató.
Fő kutatási területe az ősállattan volt, e területen érte el legjelentősebb eredményeit. Munkásságát szinte haláláig folytatta. Budapesten hunyt el 79 évesen, 1956. április 25-én.

## Főbb munkái
- Az erdélyi metángáz-kutatás kritikai megvilágításban (Kolozsvár, 1913)
- A Föld története (Budapest, 1924)
- Amit rosszul tudunk (Budapest, 1936);
- A bánhidai Szelim barlang „hiénás” rétege (Budapest, 1943)